# Mori, Xương Cát
Huyện tự trị dân tộc Kazakh - Mori (tiếng Uyghur: مورى قازاق ئاپتونوم, đã Latinh hoá: Mori Qazaq Aptonom Nahiyisi, n.đ. 'Mori K̡azak̡ Aptonom Nah̡iyisi', (tiếng Kazakh: موري قازاق اۆتونوميالى اۋدانى), tiếng Trung: 木垒哈萨克自治县; bính âm: Mùlěi Hāsàkè Zìzhìxiàn, Hán Việt: Mộc Lũy Cáp Tát Khắc tự trị huyện) là một huyện tự trị của Châu tự trị dân tộc Hồi Xương Cát, khu tự trị Tân Cương, Trung Quốc.

### Trấn
- Mộc Lũy (木垒镇0
- Tây Cát Nhĩ (西吉尔镇0
- Đông Thành (东城镇)

### Hương
| - Anh Cách Bảo (英格堡乡) - Chiếu Bích Sơn (照壁山乡) - Tân Hộ (新户乡) - Tước Nhân (雀仁乡) | - Bạch Dương Hà (白杨河乡) - Đại Thạch Đầu (大石头乡) - Bác Tư Thản (博斯坦乡) |

### Hương dân tộc
- Hương dân tộc Uzbek - Đại Nam Câu (大南沟乌孜别克族乡)